# Davina van Wely

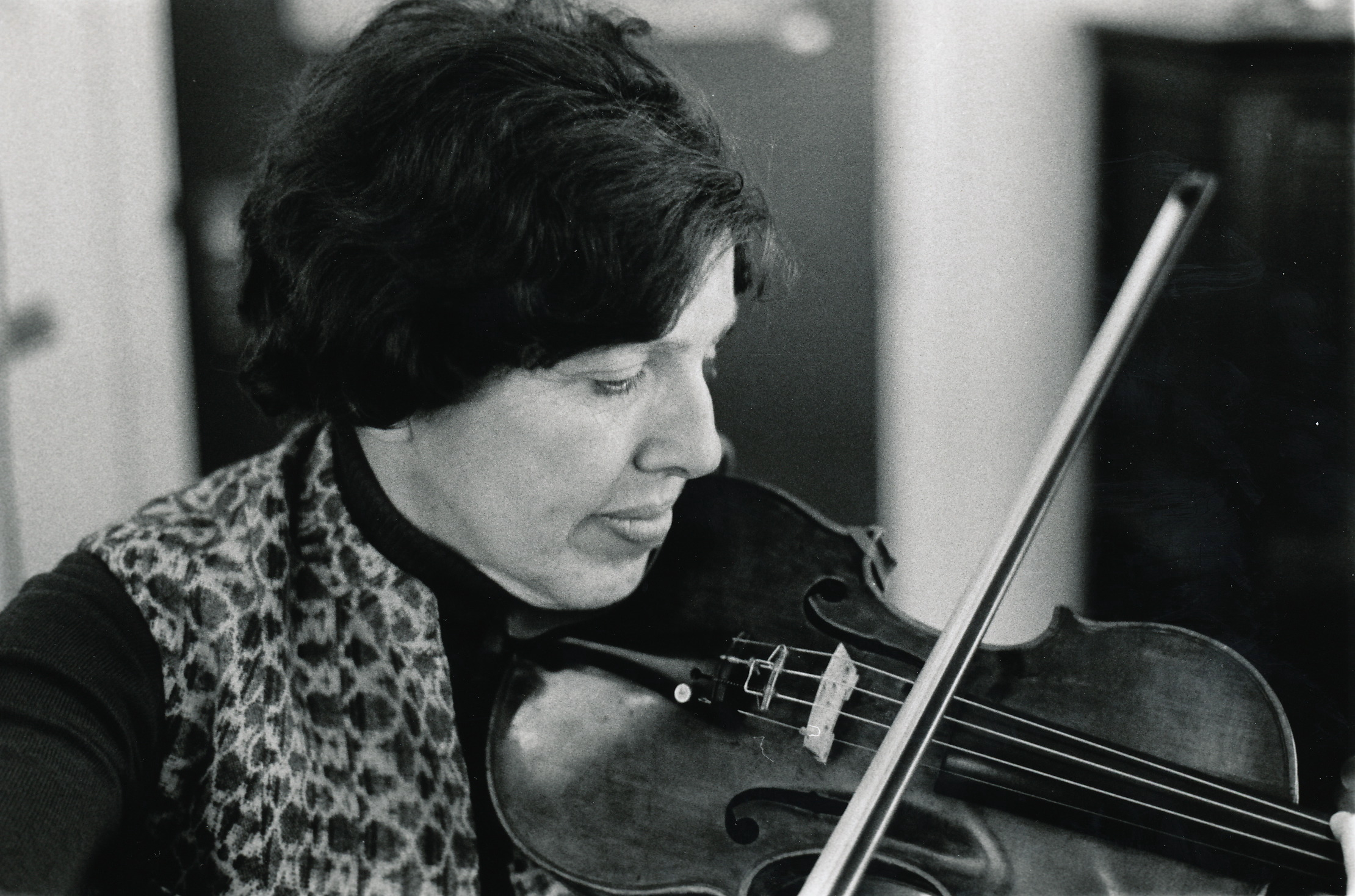
Davina van Wely. Foto omstreeks 1975

Davina van Wely (Den Haag, 12 mei 1922 - Laren (Noord-Holland), 21 november 2004) was een Nederlandse viooldocente.
Van Wely stamt uit het geslacht Van Welij waarvan de stamboom is opgenomen in het genealogisch naslagwerk Nederland's Patriciaat.

## Achtergrond
Davina van Wely was de jongste van de drie dochters in het gezin van dr. Hendrik van Welij ('s-Gravenhage, 13 augustus 1887 - aldaar 23 mei 1960) en van Davina Adriana Juliana Anna Ribbius Peletier (Utrecht, 6 mei 1889 - 's-Gravenhage, 18 juli 1967).
Van Wely groeide op in 's-Gravenhage waar haar vader van 1919 tot 1952 werkte als eerste geneesheer bij het Gemeenteziekenhuis Zuidwal.

## Leven en werk
Van Wely kreeg haar eerste vioollessen vanaf haar vierde levensjaar van Arthur Oróbio de Castro en later van Adolphe Poth, de toenmalige concertmeester van het Residentie Orkest. Daarna vervolgde ze haar opleiding aan het Muzieklyceum te Amsterdam bij Oskar Back. Tot haar studiegenoten behoorden onder anderen Herman Krebbers, Theo Olof, Lola Mees en Dick Bor. Ze rondde haar studie af aan het Conservatoire national supérieur de musique ook bekend als Conservatoire de Paris bij de Franse viooldocente Line Talluel en de Roemeens-Franse violist George Enescu.
Davina van Wely gaf les aan het Muzieklyceum te Amsterdam, eerst als assistente van Oskar Back. Later kreeg zij haar eigen klas met leerlingen aldaar. Het Muzieklyceum fuseerde met het Conservatorium van Amsterdam. Het nieuwe conservatorium kreeg toen de naam Sweelinck Conservatorium. Van Wely zette haar werkzaamheden aan dit instituut voort. Vanaf 1969-1987 gaf Van Wely ook les aan het Koninklijk Conservatorium (Den Haag). Daarna gaf ze alleen aan het Sweelinck Conservatorium les aan welk instituut zij van 1996-1999 nog als gastdocent verbonden zou blijven. Veel van haar leerlingen kregen later succes als uitvoerend musicus en/of als viooldocent onder wie Jaap van Zweden, Isabelle van Keulen, Marijn Simons, Jaring Walta, Coosje Wijzenbeek, Sonja van Beek, Eva Stegeman, Jan Repko, Simone Lamsma, Theodora Geraets, Peter Brunt, Jan Willem de Vriend, Cécile Huijnen, Suzanne Huijnen, Peter Michielsen, Michiel Commandeur, Wouter Vossen, Evert Sillem en Mieke Biesta.

## Onderscheidingen
- In 1984 kreeg Van Wely de Hogenbijlprijs voor haar bijzondere verdiensten voor de klassieke muziek.
- Ridder in de Orde van Oranje-Nassau.

## Laatste jaren
Haar laatste levensjaren woonde Davina van Wely in het Rosa Spier Huis te Laren alwaar zij overleed op 82-jarige leeftijd. Een herdenkingsdienst werd gehouden in de aula van begraafplaats "Den en Rust" te Bilthoven. Na crematie werd de as van Davina van Wely bijgezet op begraafplaats Oud Eik en Duinen te Den Haag.
Van Wely vermaakte haar huis aan de Keizersgracht 718 in Amsterdam aan de 'Stichting Jan Pietersz. Huis II' met het doel er appartementen voor jonge musici in te laten maken.
Voordat Van Wely het huis Keizersgracht 718 kocht, woonde ze enige jaren op Keizersgracht 736 waar zij woonruimte huurde bij de huidarts Carol en diens echtgenote.

## Davina van Wely Vioolfestival
Het in 1991 opgerichte Davina van Wely Vioolconcours voor jonge violisten van 15 tot 17 jaar werd naar haar vernoemd. Het is nu onderdeel van het Davina van Wely Vioolfestival, dat elke twee jaar wordt georganiseerd. Naast het concours vinden in het kader van het Davina van Wely Vioolfestival workshops, masterclasses en concerten plaats.